# Danh sách nguyên thủ quốc gia Sierra Leone

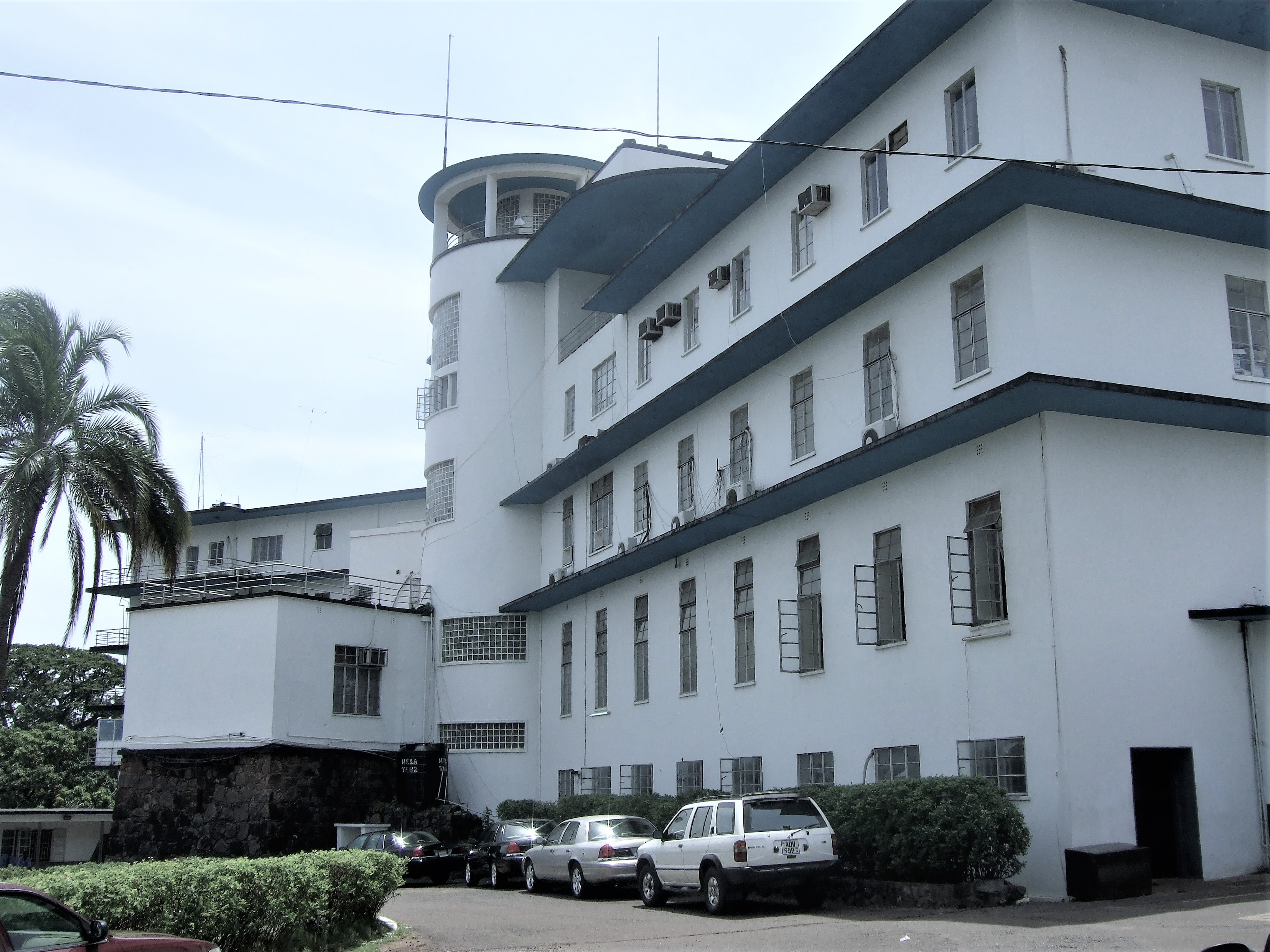
Dinh Tổng thống Sierra Leone ở Freetown

Nguyên thủ quốc gia Sierra Leone là người đứng đầu Sierra Leone tính từ sau khi giành độc lập năm 1961, bao gồm cả nữ hoàng Anh, các thống đốc đại diện hoặc toàn quyền trong thời quân chủ, cho đến tổng thống được bầu sau tuyên bố thành lập nền cộng hòa năm 1971.
Hiện nay, người đứng đầu nhà nước, chính phủ và tổng tư lệnh các lực lượng vũ trang Sierra Leone là tổng thống được bầu cử trực tiếp với nhiệm kỳ 5 năm. Được thông qua theo trưng cầu dân ý tháng 8 năm 1991, hiến pháp hiện hành giành Chương V Phần I quy định chức vụ tổng thống.
Danh sách được chia thành các giai đoạn lịch sử đã được chấp nhận của Sierra Leon. Mỗi thời kỳ được mô tả phần đầu danh sách tương ứng nhằm giải thích những đặc điểm của đời sống chính trị quốc gia này khi đó.

## Thời quân chủ (1961-1971)
Ngày 27 tháng 4 năm 1961, Xứ thuộc địa và bảo hộ Sierra Leone thuộc Anh (bán đảo gần Freetown rộng 557 km2 là thuộc địa từ năm 1808, xứ bảo hộ 71,2 nghìn km2 từ năm 1896) tuyên bố trở thành Lãnh thổ tự trị Sierra Leone.
Nữ vương Sierra Leone trị vì quốc gia mới là Elizabeth II. Đại diện cho nữ vương là Toàn quyền và Tổng tư lệnh Sierra Leone (tiếng Anh: Governor-General and Commander-in-Chief of Sierra Leone, gọi tắt là Toàn quyền). Toàn quyền được bổ nhiệm theo đề nghị từ nội các Sierra Leone mà không cần chính phủ Anh can thiệp. Nữ vương và toàn quyền có địa vị pháp lý được quy định trong Tuyên ngôn độc lập và hiến pháp dựa trên Đạo luật Westminster 1931.
Ngày 17 tháng 3 năm 1967, Đảng Nhân dân Sierra Leone của Thủ tướng Albert Margai thất bại trong cuộc bầu cử Quốc hội Sierra Leone trước Đảng Đại hội Toàn dân do Siaka Stevens lãnh đạo. Vài ngày sau, Stevens được toàn quyền Henry Josiah Lightfoot Boston đưa lên làm người đứng đầu chính phủ. Cùng ngày, Tham mưu trưởng quốc phòng (Sierra Leone) chuẩn tướng David Lansana ra lệnh bắt giữ Stevens và Boston, đồng thời ra thiết quân luật.. Tuy nhiên, sáng 23 tháng 3, một nhóm sĩ quan cao cấp bất đồng về việc duy trì quyền lực cho Margai đã bắt giữ và tước quyền chỉ huy của Lansana, tuyên bố thành lập Hội đồng Cải chánh Quốc gia, đình chỉ hiến pháp và chuyển giao quyền lực của Toàn quyền cho thủ lĩnh Hội đồng là Đại tá Andrew Juxon-Smith. Ngày 28 tháng 3, Juxon-Smith từ Luân Đôn bay về nước. Ngày 18 tháng 4 năm 1968, Phong trào Cách mạng Chống tham nhũng (tiếng Anh: Anti-Corruption Revolutionary Movement) gồm các sĩ quan và binh lính bất mãn tiến hành đảo chính, bắt giữ toàn bộ sĩ quan cao cấp. Hôm sau, thủ lĩnh phong trào Patrick Conteh giao lại quyền lực cho Hội đồng Lâm thời Quốc gia (tiếng Anh: National Interim Council) do chuẩn tướng John Amadu Bangura đứng đầu (người trước đó tham gia chống chế độ quân sự tại Guinée) đảm bảo nhanh chóng chuyển sang chế độ dân sự. Ngày 22 tháng 4, hiến pháp được khôi phục, theo đó Chánh án Tối cao Pháp viện Sierra Leone Banja Tejan-Sie giữ chức Quyền Toàn quyền. Ngày 26 tháng 4, chính phủ tái tuyên thệ trước Thủ tướng Siaka Stevens.
Tháng 4 năm 1971, Sierra Leone thực hiện chuyển đổi sang nước cộng hòa tổng thống chế. Ngày 31 tháng 3, dự luật có hiệu lực thay thế nguyên thủ quốc gia từ quốc vương đương nhiệm sang Chánh án Tối cao Pháp viện, Banja Tejan-Sie từ chức nhưng vẫn đảm nhận thẩm quyền Toàn quyền cho đến khi nền cộng hòa có hiệu lực từ ngày 19 tháng 4.
Elizabeth II đã có chuyến thăm duy nhất tới Sierra Leone từ ngày 25 tháng 11 đến ngày 1 tháng 12 năm 1961. Bà cùng chồng là Công tước Philip đi trên du thuyền hoàng gia Britannia, sử dụng hiệu kỳ cá nhân riêng của nữ vương Sierra Leone.
| Chân dung | Tên gọi (năm sinh-mất)                            | Giai đoạn           | Giai đoạn           | Triều đại                                     | Danh hiệu | T.k   |
| Chân dung | Tên gọi (năm sinh-mất)                            | Bắt đầu             | Kết thúc            | Triều đại                                     | Danh hiệu | T.k   |
| --------- | ------------------------------------------------- | ------------------- | ------------------- | --------------------------------------------- | --- | ----- |
|           | Elizabeth II (1926—2022) Elizabeth Alexandra Mary | 27 tháng 4 năm 1961 | 19 tháng 4 năm 1971 | Vương tộc Windsor tiếng Anh: House of Windsor | * 27 tháng 4 năm 1961 – 4 tháng 1 năm 1962: Elizabeth Đệ Nhị, bởi ơn Chúa, của Vương quốc Liên hiệp Anh và Bắc Ireland và các Vùng Lãnh thổ khác, Người đứng đầu Khối thịnh vượng chung, Người bảo vệ Đức tin. tiếng Anh: Elizabeth the Second, by the Grace of God, of the United Kingdom of Great Britain and Northern Ireland and of Her other Realms and Territories Queen, Head of the Commonwealth, Defender of the Faith - 4 tháng 1 năm 1962 – 19 tháng 4 năm 1971: Elizabeth Đệ Nhị, Nữ vương Sierra Leone và các Vùng Lãnh thổ khác, Người đứng đầu Khối thịnh vượng chung tiếng Anh: Elizabeth the Second, Queen of Sierra Leone and of Her Other Realms and Territories, Head of the Commonwealth | [ 4 ] |

### Danh sách Toàn quyền
|         | Chân dung            | Tên gọi (năm sinh-mất)                                           | Giai đoạn           | Giai đoạn                                                                                                  | Đảng     | Chức danh | T.k           |
| Bắt đầu | Chân dung            | Tên gọi (năm sinh-mất)                                           | Kết thúc            | | Đảng     | Chức danh | T.k           |
| ------- | -------------------- | ---------------------------------------------------------------- | ------------------- | --- | -------- | --- | ------------- |
| 1       |                      | Sir Maurice Henry Dorman (1912—1993)                             | 27 tháng 4 năm 1961 | 5 tháng 5 năm 1962                                                                                         | độc lập  | Toàn quyền và Tổng tư lệnh Sierra Leone tiếng Anh: Governor-General and Commander-in-Chief of Sierra Leone              | [ 20 ] [ 21 ] |
| Q.      |                      | Sir Henry Josiah Lightfoot Boston (1898—1969)                    | 5 tháng 5 năm 1962  | 11 tháng 7 năm 1962                                                                                        | độc lập  | Quyền Toàn quyền và Tổng tư lệnh Sierra Leone tiếng Anh: Acting Governor-General and Commander-in-Chief of Sierra Leone | [ 22 ] [ 23 ] |
| 2       | 11 tháng 7 năm 1962  | Sir Henry Josiah Lightfoot Boston (1898—1969)                    | 23 tháng 3 năm 1967 | Toàn quyền và Tổng tư lệnh Sierra Leone tiếng Anh: Governor-General and Commander-in-Chief of Sierra Leone | độc lập  | | [ 22 ] [ 23 ] |
| Q.      |                      | Ủy viên cảnh sát Leslie William Leigh (1921—1980)                | 23 tháng 3 năm 1967 | 28 tháng 3 năm 1967                                                                                        | Quân đội | Phó Chủ tịch Hội đồng Cải chánh Quốc gia tiếng Anh: Deputy Chairman of the National Reformation Council                 | [ 7 ]         |
| 3       |                      | Đại tá, thăng chuẩn tướng Andrew Terence Juxon-Smith (1931—1996) | 28 tháng 3 năm 1967 | 18 tháng 4 năm 1968                                                                                        | Quân đội | Chủ tịch Hội đồng Cải chánh Quốc gia tiếng Anh: Chairman of the National Reformation Council                            | [ 24 ] [ 25 ] |
| 4       |                      | Chuẩn úy Patrick Conteh (?—?)                                    | 18 tháng 4 năm 1968 | 19 tháng 4 năm 1968                                                                                        | Quân đội | Chủ tịch Phong trào Cách mạng Chống tham nhũng tiếng Anh: Chairman of the Anti-Corruption Revolutionary Movement        | [ 26 ]        |
| 5       |                      | Chuẩn tướng John Amadu Bangura (1930—1970)                       | 19 tháng 4 năm 1968 | 22 tháng 4 năm 1968                                                                                        | Quân đội | Chủ tịch Hội đồng Lâm thời Quốc gia tiếng Anh: Chairman of the National Interim Council                                 | [ 27 ]        |
| Q.      |                      | Sir Banja Tejan-Sie (1917—2000)                                  | 22 tháng 4 năm 1968 | 21 tháng 10 năm 1970                                                                                       | độc lập  | Quyền Toàn quyền và Tổng tư lệnh Sierra Leone tiếng Anh: Acting Governor-General and Commander-in-Chief of Sierra Leone | [ 28 ] [ 29 ] |
| 6       | 21 tháng 10 năm 1970 | Sir Banja Tejan-Sie (1917—2000)                                  | 31 tháng 3 năm 1971 | Toàn quyền và Tổng tư lệnh Sierra Leone tiếng Anh: Governor-General and Commander-in-Chief of Sierra Leone | độc lập  | | [ 28 ] [ 29 ] |
| Q.      |                      | Christopher Okoro Cole (1921—1990)                               | 31 tháng 3 năm 1971 | 19 tháng 4 năm 1971                                                                                        | độc lập  | Quyền Toàn quyền và Tổng tư lệnh Sierra Leone tiếng Anh: Acting Governor-General and Commander-in-Chief of Sierra Leone | [ 30 ]        |

## Đệ Nhất Cộng hòa (1971-1992)

Phù hiệu tổng thống

Tháng 3 năm 1971, Quốc hội Sierra Leone thông qua Luật sửa đổi hiến pháp 1961, quy định việc thay thế nguyên thủ quốc gia trong nghi lễ từ Nữ vương Sierra Leone sang Chánh án Tối cao Pháp viện Sierra Leone, người sẽ đảm nhận chức vụ tổng thống. Ngày 19 tháng 4 năm 1971, Sierra Leone công bố thành lập nền cộng hòa và Chánh án Christopher Okoro Cole khi ấy là Quyền Toàn quyền. Trong vòng hai ngày tiếp theo, Quốc hội thông qua những điều chỉnh hiến pháp, chuyển chức vụ nghi lễ thành thành chức vụ hành pháp. Cole ngưng quyền tổng thống để quay về Tối cao Pháp viện và tuyên thệ trước Siaka Stevens (từng giữ chức Thủ tướng) được quốc hội bầu làm Tổng thống với nhiệm kỳ 4 năm. Năm 1976, Stevens tái đắc cử (phe đối lập tẩy chay bầu cử). Năm 1978, nhiệm kỳ mới nâng lên bảy năm theo trưng cầu dân ý về hiến pháp phê chuẩn hệ thống đơn đảng dưới sự lãnh đạo của Đảng Đại hội Toàn dân.
Năm 1985, Joseph Saidu Momoh kế nhiệm thông qua bỏ phiếu. Năm 1991, Mặt trận Liên minh Cách mạng Sierra Leone được những người ủng hộ Charles Taylor trong cuộc đấu tranh giành quyền kiểm soát Liberia hỗ trợ đã khởi đầu nội chiến. Tháng 8 cùng năm, để chấm dứt xung đột, Sierra Leone tiến hành trưng cầu dân ý chỉnh sửa hiến pháp, khôi phục hệ thống đa đảng. Quân số gia tăng khiến không đủ để kinh phí duy trì và trả lương. Ngày 29 tháng 4 năm 1992, Đại úy Valentine Strasser dẫn quân vào thủ đô, chiếm giữ các tòa nhà chính phủ, thông cáo phế truất Momoh trên đài phát thanh. Momoh phải chạy sang Guinée tị nạn.
|           | Chân dung                                                               | Tên gọi (năm sinh-mất)             | Giai đoạn            | Giai đoạn            | Đảng                  | Bầu cử | Chức danh | T.k           |
| Bắt đầu   | Chân dung                                                               | Tên gọi (năm sinh-mất)             | Kết thúc             |                      | Đảng                  | Bầu cử | Chức danh | T.k           |
| --------- | ----------------------------------------------------------------------- | ---------------------------------- | -------------------- | -------------------- | --------------------- | ------ | --- | ------------- |
| 7         |                                                                         | Christopher Okoro Cole (1921—1990) | 19 tháng 4 năm 1971  | 21 tháng 4 năm 1971  | độc lập               | [ t ]  | Tổng thống và Tổng tư lệnh Cộng hòa Sierra Leone tiếng Anh: President and Commander-in-Chief of the Republic of Sierra Leone | [ 30 ]        |
| 8 (I-III) | Tập tin:Portrait du premier président de Sierra Leone Siaka Stevens.jpg | Siaka Stevens (1905—1988)          | 21 tháng 4 năm 1971  | 26 tháng 3 năm 1976  | Đảng Đại hội Toàn dân | [ u ]  | Tổng thống và Tổng tư lệnh Sierra Leone tiếng Anh: President and Commander-in-Chief of Sierra Leone                          | [ 35 ] [ 36 ] |
| 8 (I-III) | Tập tin:Portrait du premier président de Sierra Leone Siaka Stevens.jpg | Siaka Stevens (1905—1988)          | 26 tháng 3 năm 1976  | 14 tháng 6 năm 1978  | Đảng Đại hội Toàn dân | [ u ]  | Tổng thống và Tổng tư lệnh Sierra Leone tiếng Anh: President and Commander-in-Chief of Sierra Leone                          | [ 35 ] [ 36 ] |
| 8 (I-III) | Tập tin:Portrait du premier président de Sierra Leone Siaka Stevens.jpg | Siaka Stevens (1905—1988)          | 14 tháng 6 năm 1978  | 28 tháng 11 năm 1985 | Đảng Đại hội Toàn dân | 1978   | Tổng thống Cộng hòa Sierra Leone tiếng Anh: President of the Republic of Sierra Leone                                        | [ 35 ] [ 36 ] |
| 9         |                                                                         | Joseph Saidu Momoh (1937—2003)     | 28 tháng 11 năm 1985 | 29 tháng 4 năm 1992  | Đảng Đại hội Toàn dân | 1985   | Tổng thống Cộng hòa Sierra Leone tiếng Anh: President of the Republic of Sierra Leone                                        | [ 37 ]        |

## Chế độ quân quản (1992—1996)
Sau cuộc phế truất ngày 29 tháng 4 năm 1992, Đại úy Yahya Kanu đại diện chính quyền đàm phán với nỗ lực thành lập Hội đồng lâm thời mới. Ngày 1 tháng 5, Kanu bị bắt. Hội đồng cầm quyền lâm thời quốc gia được thành lập với lãnh đạo là Đại úy Valentine Strasser 25 tuổi. Ngày 6 tháng 5, phe Strasser tôn ông là nguyên thủ quốc gia. Ngày 16 tháng 1 năm 1996, Chuẩn tướng Julius Bio lật đổ Strasser để khôi phục chế độ dân sự. Sierra Leone tiến hành bầu cử ứng viên Đảng Nhân dân Ahmad Tejan Kabbah giành chiến thắng ở vòng hai vào ngày 15 tháng 3 năm 1996. Ngày 29 tháng 3, Kabbah tuyên thệ nhậm chức tổng thống.
|           | Chân dung          | Tên gọi (năm sinh-mất)               | Giai đoạn           | Giai đoạn           | Đảng     | Bầu cử                                       | Chức danh | T.k           |
| Bắt đầu   | Chân dung          | Tên gọi (năm sinh-mất)               | Kết thúc            |                     | Đảng     | Bầu cử                                       | Chức danh | T.k           |
| --------- | ------------------ | ------------------------------------ | ------------------- | ------------------- | -------- | -------------------------------------------- | --- | ------------- |
| 10        |                    | Đại úy Yahya Kanu (?—1992)           | 30 tháng 4 năm 1992 | 1 tháng 5 năm 1992  | quân đội | [ x ]                                        | Chủ tịch Hội đồng Quốc phòng Lâm thời tiếng Anh: Chairman of the National Provisional Defence Council        | [ 38 ] [ 39 ] |
| 11 (I-II) |                    | Đại úy Valentine Strasser (1967-)    | 1 tháng 5 năm 1992  | 6 tháng 5 năm 1992  | quân đội | [ y ]                                        | Chủ tịch Hội đồng cầm quyền lâm thời quốc gia tiếng Anh: Chairman of the National Provisional Ruling Council | [ 40 ] [ 41 ] |
| 11 (I-II) | 6 tháng 5 năm 1992 | Đại úy Valentine Strasser (1967-)    | 16 tháng 1 năm 1996 | [ aa ]              | quân đội | Nguyên thủ quốc gia tiếng Anh: Head of State | | [ 40 ] [ 41 ] |
| 12 (I)    |                    | Chuẩn tướng Julius Maada Bio (1964-) | 17 tháng 1 năm 1996 | 29 tháng 3 năm 1996 | quân đội | Nguyên thủ quốc gia tiếng Anh: Head of State | [ ac ] | [ 42 ] [ 43 ] |

## Đệ Nhị Cộng hòa (1996-1997)
Tổng thống Ahmad Tejan Kabbah thành lập chính phủ dân sự theo hệ thống đa đảng và ký thỏa thuận với Mặt trận Liên minh Cách mạng nhằm vãn hồi nội chiến. Tuy vậy, xung đột tiếp tục leo thang và tổng thống bị lật đổ vào ngày 25 tháng 5 năm 1997.
|         | Chân dung | Tên gọi (năm sinh-mất)         | Giai đoạn           | Giai đoạn           | Đảng                       | Bầu cử | Chức danh                                                                             | T.k           |
| Bắt đầu | Chân dung | Tên gọi (năm sinh-mất)         | Kết thúc            |                     | Đảng                       | Bầu cử | Chức danh                                                                             | T.k           |
| ------- | --------- | ------------------------------ | ------------------- | ------------------- | -------------------------- | ------ | ------------------------------------------------------------------------------------- | ------------- |
| 13 (I)  |           | Ahmad Tejan Kabbah (1932—2014) | 29 tháng 3 năm 1996 | 25 tháng 5 năm 1997 | Đảng Nhân dân Sierra Leone | 1996   | Tổng thống Cộng hòa Sierra Leone tiếng Anh: President of the Republic of Sierra Leone | [ 44 ] [ 45 ] |

## Chế độ quân quản (1997–1998)
Ngày 25 tháng 5 năm 1997, tổng thống Ahmed Tejan Kabbah mất quyền sau đảo chính quân sự. Ngày 26 tháng 5, Hội đồng cách mạng quân lực được thành lập với người đứng đầu Trung tá Johnny Paul Koroma vốn đang bị tù vì âm mưu đảo chính bất thành trước đó. Ngày 17 tháng 6, Koroma được tuyên bố là nguyên thủ quốc gia. Các quốc gia thuộc Cộng đồng Kinh tế Tây Phi đã can thiệp vũ trang làm đảo ngược tình thế, Koroma lại bị lật đổ còn Kabbah được phục hồi.
|           | Chân dung           | Tên gọi (năm sinh-mất)                         | Giai đoạn           | Giai đoạn           | Đảng     | Bầu cử                                       | Chức danh                                                                                          | T.k           |
| Bắt đầu   | Chân dung           | Tên gọi (năm sinh-mất)                         | Kết thúc            |                     | Đảng     | Bầu cử                                       | Chức danh                                                                                          | T.k           |
| --------- | ------------------- | ---------------------------------------------- | ------------------- | ------------------- | -------- | -------------------------------------------- | -------------------------------------------------------------------------------------------------- | ------------- |
| 14 (I-II) |                     | Trung tá Johnny Paul Koroma (1960 - 2003/2017) | 26 tháng 3 năm 1997 | 17 tháng 6 năm 1997 | quân đội | [ af ]                                       | Chủ tịch Hội đồng Cách mạng Quân lực tiếng Anh: Chairman of the Armed Forces Revolutionary Council | [ 47 ] [ 48 ] |
| 14 (I-II) | 17 tháng 6 năm 1997 | Trung tá Johnny Paul Koroma (1960 - 2003/2017) | 13 tháng 2 năm 1998 | [ ah ]              | quân đội | Nguyên thủ quốc gia tiếng Anh: Head of State | | [ 47 ] [ 48 ] |

## Đệ Tam Cộng hòa (1998-)
Ngày 13 tháng 2 năm 1998, Hội đồng Cách mạng Quân lực bị lật đổ, tổng thống Ahmad Tejan Kabbah trở lại giữ ghế sau khi bị hất cẳng ngày 25 tháng 5 năm 1997. Ngày 18 tháng 1 năm 2002, ông tuyên bố chấm dứt nội chiến kéo dài từ năm 1991. Từ đó trở đi, thủ tục bầu cử nguyên thủ quốc gia theo đúng như quy định.
|             | Chân dung            | Tên gọi (năm sinh-mất)         | Giai đoạn           | Giai đoạn            | Đảng                       | Bầu cử | Chức danh                                                                             | T.k           |
| Bắt đầu     | Chân dung            | Tên gọi (năm sinh-mất)         | Kết thúc            |                      | Đảng                       | Bầu cử | Chức danh                                                                             | T.k           |
| ----------- | -------------------- | ------------------------------ | ------------------- | -------------------- | -------------------------- | ------ | ------------------------------------------------------------------------------------- | ------------- |
| 13 (II-III) |                      | Ahmad Tejan Kabbah (1932—2014) | 13 tháng 2 năm 1998 | 14 tháng 5 năm 2002  | Đảng Nhân dân Sierra Leone | [ ai ] | Tổng thống Cộng hòa Sierra Leone tiếng Anh: President of the Republic of Sierra Leone | [ 44 ] [ 45 ] |
| 13 (II-III) | 14 tháng 5 năm 2002  | Ahmad Tejan Kabbah (1932—2014) | 17 tháng 9 năm 2007 | 2002                 | Đảng Nhân dân Sierra Leone |        | Tổng thống Cộng hòa Sierra Leone tiếng Anh: President of the Republic of Sierra Leone | [ 44 ] [ 45 ] |
| 14 (I-II)   |                      | Ernest Bai Koroma (1953—)      | 17 tháng 9 năm 2007 | 17 tháng 11 năm 2012 | Đảng Đại hội Toàn dân      | 2007   | Tổng thống Cộng hòa Sierra Leone tiếng Anh: President of the Republic of Sierra Leone | [ 50 ] [ 51 ] |
| 14 (I-II)   | 17 tháng 11 năm 2012 | Ernest Bai Koroma (1953—)      | 4 tháng 4 năm 2018  | 2012                 | Đảng Đại hội Toàn dân      |        | Tổng thống Cộng hòa Sierra Leone tiếng Anh: President of the Republic of Sierra Leone | [ 50 ] [ 51 ] |
| 12 (II-III) |                      | Julius Maada Bio (1964—)       | 4 tháng 4 năm 2018  | 24 tháng 6 năm 2023  | Đảng Nhân dân Sierra Leone | 2018   | Tổng thống Cộng hòa Sierra Leone tiếng Anh: President of the Republic of Sierra Leone | [ 42 ] [ 43 ] |
| 12 (II-III) | 24 tháng 6 năm 2023  | Julius Maada Bio (1964—)       | đương nhiệm         | 2023                 | Đảng Nhân dân Sierra Leone |        | Tổng thống Cộng hòa Sierra Leone tiếng Anh: President of the Republic of Sierra Leone | [ 42 ] [ 43 ] |

### Tư liệu
- Barraclough, E. M. C.; Crampton, William, biên tập (1978), Flags of the world, past and present, their story and associations [Quốc kỳ trên thế giới, quá khứ và hiện tại, câu chuyện và giao kết] (bằng tiếng Anh), London: Frederick Warne & Co. Ltd., ISBN 978-0-723-22015-2
- Edgington, David William (1972), The Theory and Practice of Government: A Handbook of Current Affairs for Students in Africa [Lý thuyết và thực tiễn của chính quyền: Sổ tay vấn đề thời sự cho sinh viên ở Châu Phi] (bằng tiếng Anh), Evans Bros., ISBN 9780237288426
- Lentz, Harris, biên tập (2013), Heads of States and Governments Since 1945 [Nguyên thủ quốc gia và chính phủ từ năm 1945] (bằng tiếng Anh) (ấn bản thứ 3), Abingdon-on-Thames: Routledge, ISBN 978-1-134-26490-2
- Fyle, Magbaily C. (2006), Historical dictionary of Sierra Leone [Từ điển lịch sử Sierra Leone] (bằng tiếng Anh) (ấn bản thứ 2), Lanham, Maryland: Scarecrow Press, ISBN 978-0-810-86504-4
- "No. 39873". The London Gazette. ngày 26 tháng 5 năm 1953.